# FIFA 11
《FIFA 11》是藝電的第18款足球運動類電子遊戲，由藝電加拿大開發。《FIFA 11》於2010年9月28日、9月30日和10月1日分別在北美、澳洲與歐洲上市，而Wii的版本于2010年10月3日在北美和歐洲发售。本作的PC版首次使用和PlayStation 3和Xbox 360版本相同的遊戲引擎。卡卡和朗尼是《FIFA 11》的封面人物。
《FIFA 11》提供了试玩版，可試玩皇家馬德里，車路士，巴塞羅那，祖雲達斯等六隊球隊。试玩版場館为皇家馬德里的班拿貝球場（PC版本）。可试玩友誼賽的一半时长，即3分鐘现实时间。

## 新特色
- 次世代遊戲引擎(PC)：PC版本的《FIFA 11》首次使用与PlayStation 3和Xbox 360版本相同的遊戲引擎。[3][4]
- FIFA World (PC)：提供了全球排行榜，玩家能够自定義他們的人物信息，與來自世界各地不同的玩家競爭。
- 球员個性 Personality+ (PS3, Xbox 360)：「個性+」机制使讓每位球員的差異性有更清楚的分野。每個攻守位置的球员，无论有無持球，将有更为真实的表现，也能充分反映其能力。[5]
- 高级傳球機制 Pro Passing (PS3, Xbox 360)：在新的傳球機制下，傳球的精準度取決於玩家的操控、球員的技巧属性以及球場上的情勢。如果玩家选择了差勁的时机或踢球力道過大/不足，就可能造成失誤的結果。新的傳球方式，例如轉向傳球，將可讓玩家採取更安全且更有效的戰術。[5]
- 創作中心 (PS3, Xbox 360)：玩家可以创建球队和球员，并与朋友分享。球队可定制名称、球衣和球员，球员定制提供了比前作更多的选项，可以定制球员的外观、配件和属性。[6]
- 自訂觀眾歡呼：可为每支球隊和联赛设定歡呼內容。包括設定主場球隊的讚美歌曲，以及球員出場時、中場時、射門得分後的歡呼內容。甚至可为自订的職業球員单独设置歡呼頌唱內容，讓其名字在奧脫福或看台上迴盪。另外，可使用硬碟上儲存的音樂作为播放内容。[7]
- 生涯模式 (PS3, Xbox 360, PS2, PSP, NDS)：本模式由之前的“职业球员模式”和“经理人模式”合并而来。玩家可以选择成为球员、经理或同时扮演这两种角色，可玩超过15个赛季的内容。生涯模式有诸多改进，比如在签约新球员时，玩家必须与俱乐部商定转会费，同时考虑球员的个人要求。以及教练对球员状态的提示机制等等改进。玩家现在还可以查看世界各地联赛的结果和排名，类似《2010年FIFA世界杯》官方游戏中的功能。不过仍然不可能管理一支国际球队。[8][9]
- 街頭足球 (Wii)：提供了5对5的街头足球模式，每个街头球员都有独特的比赛风格和独特的能力。[10]
- 增强的守門員AI：守門員現在會更留意他們的周遭情況，並更聰明地應對各種威脅。提升之處包括快速排除滾地球，當爭球來到網邊時會表現出事態嚴重的急迫性，並能夠技巧性地應對高吊球。[11]
- 守門員模式 (PS3, Xbox 360, PS2, PSP)：在“We Are 11”预告片中公布。玩家可以扮演守门员，还可进行11对11的在线比赛。[12]
- 手动模式单独排行榜 (PlayStation 3, Xbox 360, PC)：本作为使用手动控制设置的玩家设立了单独的排行榜。[13]
- 慶祝動作改進 (PlayStation 3, Xbox 360)：现在庆祝动作将直接使用实时演算，而不是预设的短片。队友也可加入到庆祝中。此外，技术更高的球员可进行更多的杂技庆祝动作，如后空翻。「歡慶2.0」機制还引入了一些球员的招牌慶祝動作，玩家只需按一下就可以做出这些动作。[14]